# Положення Землі у космосі
Знання про положення Землі у Всесвіті формувалося століттями спостереження за небом, спочатку неозброєним оком та нескладними вимірювальними приладами, потім з початку 17 століття з окулярами і телескопами, значне підвищення якості яких відбулося з 1920-х років, а потім з використанням все більш складних космічних апаратів у поєднанні з теоретичним поступом і примноженням способів, дозволило запропонувати зовсім інше бачення того, що вважалося спочатку.

###### Релігійне сприйняття
У багатьох культурах та віруваннях, Земля вважалася центром Всесвіту, спостережна частина якого зазвичай, містила планети, видимі неозброєним оком та сферу нерухомих зірок, а також іншу частину міфологічних світів. Часто, по відношенню до цих переважних міфологічних світів, у поширеній літературі, Земля також зберігає центральне становище між небом та підземними світами, як у грецькій чи індуїстській міфології.

###### Наукові дослідження
Пройшло приблизно двадцять століть, від часів Аристарха Самоського (310—230 рр. до н. е.) до революції Коперника, щоб ця геоцентрична модель була залишена, принаймні науковою спільнотою Заходу. Потім геліоцентрична модель переважала десятиліттями, перш ніж спостереження Вільяма Гершеля та інших, показали, що наше Сонце є лише однією зіркою серед багатьох інших, які входять до величезної галактичної будови — Чумацького Шляху.
На початку 1920-х років ми обговорювали, чи був цей Чумацький Шлях остаточним цілим нашого Всесвіту, перш ніж відкриття Генрієтти Свон Лівітт та Едвіна Габбла підтвердили, що існує багато інших галактик всесвіту того ж рівня як Чумацький Шлях. Дуже швидко, з 1930-х років, було перераховано скупчення галактик, і завдяки програмі обстеження неба Паломарської обсерваторії, проведеної між 1948 і 1958 роками, скупчення галактик були виявлені тисячами.
Наприкінці XX та на початку XXI століття, нам стала зрозумілішою Великомасштабна структура видимого Всесвіту, із надскупченнями галактик, що утворюють дуже велике павутиння порожніх галактичних ниток войду. Надскупчення галактик, галактичні та порожні нитки, здається, є найбільшими зв'язковими структурами, які існують у Всесвіті. У ще більших масштабах (понад 1000 мегапарсек) Всесвіт стає однорідним, оскільки всі його частини, мають в середньому однакову щільність, склад і будову.
Оскільки ми, як правило, визнаємо, що Всесвіт не має ані центру, ані краю, нема певної точки відліку, щодо якої ми можемо дати повне розташування Землі у Всесвіті. Отже, Земля знаходиться в центрі спостережуваного Всесвіту, і посилання можуть бути взяті стосовно її розташування чи положення різних структур, які її містять, в різних масштабах. Крім того, досі не визначено, чи є Всесвіт кінцевим чи нескінченним, і певна кількість теоретичних спекуляцій стосується факту знання того, чи є він унікальним, чи був би лише одним із незліченних всесвітів мультивсесвіту; однак, фізичне спостереження такого мультивсесвіту, не могло бути встановлено, і деякі заперечували, що така гіпотеза не може бути спростована.

Розташування Землі у космосі